# قمة بورتل
قمة بورتل هي قمة جبلية يبلغ ارتفاعها 2926 متر (9600 قدم) وتقع غرب بحيرة بوو بأربعة كيلومتر في الحديقة الوطنية بانف في جبال روكي الكندية في ألبرتا كندا. كما ان أقرب قمة لها هي جبل طومسون 1،0كم (0،62ميل) من الشمال الغربي. تقع قمة بورتل في حقل جليدي في شرق وابتا كما انها تعد واحدة من جبال وابوتيك ويمكن رؤية قمة بورتل من الحقل الجليدي في بحيرة بو.

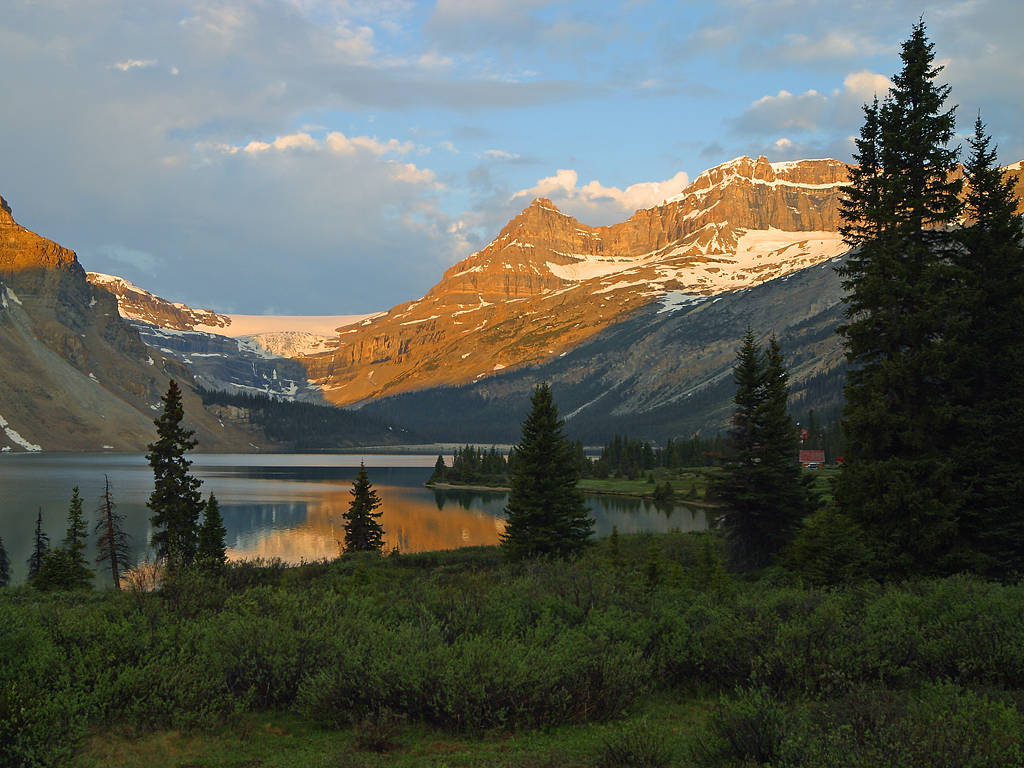
منظر قمة بورتل من الحقل الجليدي في بحيرة بو.

أعلى نقطة:
الارتفاع:2926 متر (9600 قدم)
البروز: 86 متر (282 قدم)
القمة الأصل: جبل طومسون 3089 متر
إحداثيات: ...

## جغرافيًا

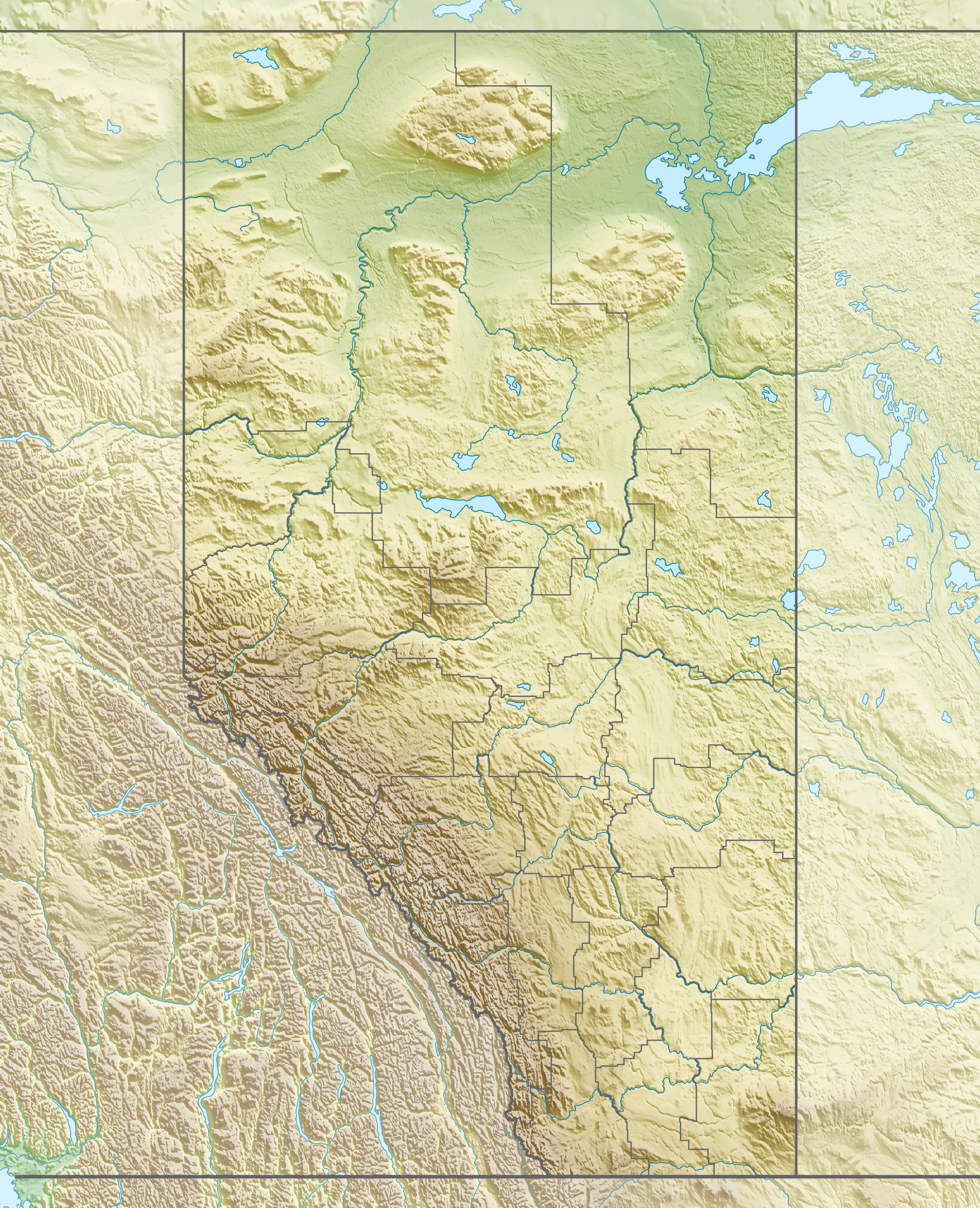
موقع قمة بورتل في ألبرتا.

## التاريخ
سُميت قمة بورتل عام 1916 بواسطة تشارلز سبرول طومسون (1869-1921) وقد كان من الذين شاركوا في العديد من التسلق الأول في جبال روكي الكندية. وفي أغسطس من عام 1897 قام كل من تشارلز طوبسون وهيو ستوتفيلد وجون نورمان كولي بالتخييم على ضفاف بحيرة بو ثم تسلقوا جليد بو الذي كان في ذلك الوقت. ثم نزلوا إلى أسفل الوادي ثم عبروا الحقل الجليدي في وبتا للوصل إلى قمة جبل جوردون. وكان جليد بو يحيط بقمة بورتل من جهة واحدة والذي كان يعتبر في عام 1897 المدخل إلى جليد وبتا.
تم اعتماد اسم الجبل رسميًا في عام 1924 بواسطة مجلس الأسماء الجغرافية في كندا. 
اول تسلق لقمة بورتل كان في 1926 من قبل د. دونكان و ل. هدسون.

## جيولوجيا
تعد قمة بورتل دسر فوقي تقع بين جليد بو و بيتو الجليدي مثل غيرها من الجبال في حديقة بانف. تتكون قمة بورتل من صخور رسوبية تكونت خلال فترة الكمبري إلى العصر الجوراسي والتي تشكلت في البحار الضحلة. اندفعت هذه الصخور الرسوبية شرقًا فوق الصخور الأصغر عمرًا خلال الحركة الأوروجينية.

## المناخ
وفقًا لمناخ كوبن، تقع قمة بورتل في مناخ شبه قطبي مع فصل الشتاء البارد والثلجي والصيف المعتدل، ويمكن ان تنخفض درجات الحرارة إلى اقل من -20 درجة مئوية مع وجود الرياح تصبح -30 درجة مئوية. تنتقل مياه الأمطار من قمة بورتل إلى نهر بو الذي يعد نهر فرعي لنهر ساسكاتشوان.

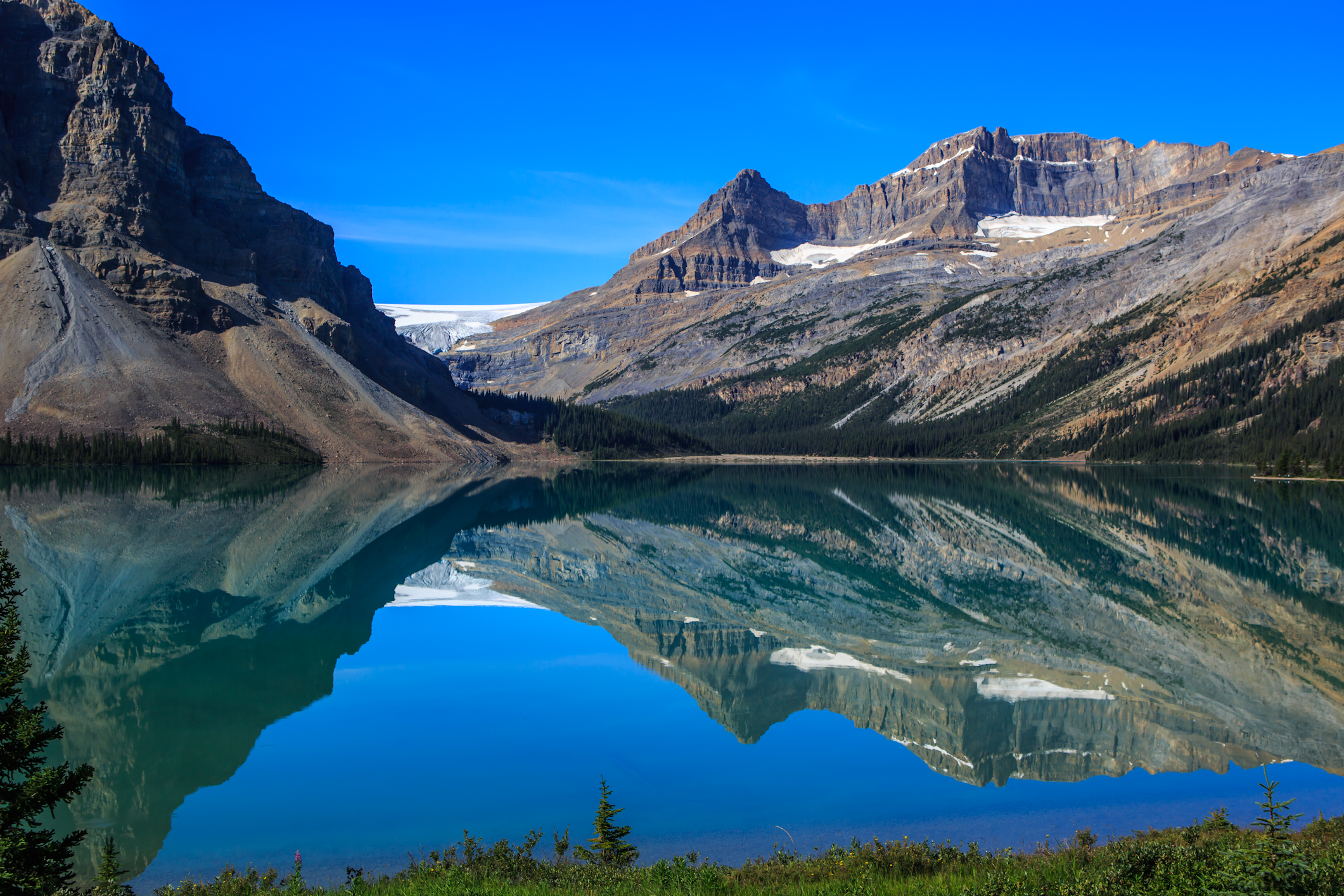
قمة بورتل وعلى يمينها جبال طومسون